# Cissus surinamensis
Cissus surinamensis är en vinväxtart som beskrevs av B. Descoings. Cissus surinamensis ingår i släktet Cissus och familjen vinväxter. Inga underarter finns listade i Catalogue of Life.